# Philocoristis
Philocoristis é um gênero de mariposa pertencente à família Acrolepiidae.